# ゴサス
ゴサス（Gossas）は、セネガル共和国ファティック州ゴサス県の町。ファティック市から約40km。
ゴサス県の県都。